# 2011年美國電影學會獎
2011年美國電影學會獎（英語：American Film Institute Awards 2011）為表彰2011年年度最佳前10大電影與電視劇。

## 10大電影
- 《伴娘我最大》
- 《繼承大丈夫》
- 《龍紋身的女孩》
- 《相助》
- 《雨果》
- 《胡佛傳》
- 《午夜巴黎》
- 《點球成金》
- 《生命樹》
- 《戰馬》

## 10大影集
- 《大西洋帝國》
- 《絕命毒師》
- 《人生如戲》
- 《權力的遊戲》
- 《「法」妻》
- 《國土安全》
- 《火線警探》
- 《路易不容易（英语：Louie (TV series)）》
- 《摩登家庭》
- 《公園與游憩》

## 外部連結
- 官方网站（英文）
- AFI電影節官方網站（页面存档备份，存于）（英文）